# Salvation (Roxette)
Salvation è un singolo del duo pop svedese Roxette, pubblicato nel 1999 come quarto estratto dal sesto album in studio Have a Nice Day.

## Il Singolo
Salvation è una canzone scritta da Per Gessle. Il singolo è stato pubblicato in CDS ed in Enhanced CD (Maxi).

## Tracce
CD Singolo
1. Salvation [Single Version] (Per Gessle) - 4:04
2. See Me (Per Gessle, Marie Fredriksson) - 3:46

Maxi, Enhanced CD
1. Salvation [Single Version] (Per Gessle) - 4:04
2. See Me (Per Gessle, Marie Fredriksson) - 3:46
3. Crazy About You [C.B.B. Version] - 4:04
4. Stars [Video] - 3:55

## Il Video
Il video di Salvation è stato diretto da Anton Corbijn nel 1999, in Italia, nel mese di ottobre, tra Napoli ed Amalfi.